# Owain Glyndŵr
Owain Glyndwr eller Owain Glyn Dwr (ca. 1359 – ca. 1415) var en walisisk leder og den sidste indfødte waliser med titlen prins af Wales (Tywysog Cymru). Han indledte et voldeligt og langtrukkent oprør mod England om herredømmet i Wales, hvilket mislykkedes.
Glyndwr stammede fra prinserne af Powys via sin fader Gruffydd Fychan 2., Tywysog af Powys Fadog og Lord af Glyndyfrdwy og af Deheubarth via sin moder Elen ferch Tomas ap Llywelyn.
Den 16. September 1400 indledte Owain et walisisk oprør mod Henrik 4. af England. I første omgang lykkedes oprøret, og han fik hurtigt kontrol over en stor del af Wales og erobrede flere store borge. Oprøret kom dog under pres som følge af flere svagheder - særligt af mangel på artilleri. Det gjorde det vanskeligt at erobre borge, og mangel på skibe gjorde de erobrede kystområde sårbare.
Oprøret blev til sidst slået ned af den engelske overmagt. Owain blev drevet på flugt fra sine fæstninger i 1409, men undgik at blive fanget. Sidst han blev set var i 1412. To gange afslog han tilbud om benådning fra hans militære nemesis, den nye konge Henrik 5. af England, og på trods af en stor dusør blev Owain aldrig forrådt til englænderne. Hans død blev noteret af en af hans tidligere støtter i 1415.
Glyndwr bliver portrætteret i William Shakespeares skuespil Henrik IV, del 1 som Owen Glendower, en vild eksotisk mand, der bliver styret af magi og følelser.
Ved sin død fik Owain en mytisk status som Cadwaladr, Cynan og Arthur, som en helt der venter på at vende tilbage for at befri sit folk. I 1800-tallet genskabte Cymru Fydd-bevægelsen ham som fader til walisisk nationalisme.

## Opvækst
Glyndwr blev født omkring 1349 (muligvis først i 1359) i en rig familie, der var en del af det anglowalisiske landadel af Welsh Marches (grænsen mellem England og Wales) i det nordøstlige Wales. Gruppen bevægede sig nemt mellem det walisiske og engelske samfund og sprog og havde vigtige poster for Marcher Lords, mens de havde deres rolle som uchelwyr — adelige med afstamning fra de oprindelige kongelige dynastier inden Edvard 1.'s erobring af Wales. Hans far, Gruffydd Fychan 2., havde arvet titlerne som Tywysog of Powys Fadog og Lord of Glyndyfrdwy, og han døde inden 1370, og Glyndwrs moder, Elen ferch Tomas ap Llywelyn fra Deheubarth, blev enke. Owain var på dette tidspunkt højst 16 år gammel.
Den unge Owain ap Gruffydd blev muligvis opfostret af David Hanmer, en lovkyndig og kort efter dommer ved King's Bench, eller hos Richard FitzAlan, 3. jarl af Arundel. Det antages, at Owain blev sendt til London for at studere jura på Inns of Court. Han studerede sandsynligvis i syv år som lærling. Han var muligvis i London under bondeoprøret Peasants' Revolt i 1381. I 1383 var han tilbage i Wales, hvor han giftede sig med David Hanmers datter, Margaret, og grundlagde sin store familie og etablerede sig som godsejer i Sycharth og Glyndyfrdwy med alle godsejerens pligter.
Glyndwr kom ind i det engelske konges hær i 1384, hvor han var i garnison under den kendte waliser sir Gregory Sais, også kendt som sir Degory Sais, på den engelsk-skotske grænse ved Berwick-upon-Tweed. I august 1385 tjente han igen i Skotland for kong Richard under John of Gaunts kommando. Den 3. september 1386 blev han indkaldt for at vidne ved retssagen Scrope mod Grosvenor i Chester. I marts 13876 befandt Owain sig i Sydøstengland under Richard FitzAlan, 11. jarl af Arundel i den Engelske Kanal for at besejre den fransk-spansk-flamske flåde ud for Kents kyst. Ved sin svigerfars død (han var blev slået til ridder af Richard 2. i slutningen af 1387), rejste Glyndwr tilbage til Wales for at bestyre Hamners ejendom. Han tjente muligvis som væbner for Henry Bolingbroke (den senere Henrik 4. af England), søn af John of Gaunt, under det korte og intense slag ved Radcot Bridge i december 1387. Han havde så tre års koncentreret militærtræning og havde kendt vigtige begivenheder og personer.
Kong Richard blev nu optaget af den eskalerende konflikt med Lords Appellant. Glyndwrs muligheder blev begrænset af sir Gregory Sais' død i 1390 og tilsidesættelsen af Richard FitzAlan, jarl af Arundel. Han vendte sandsynligvis tilbage til sin walisiske ejendom og levede en rolig tilværelse her i fyrreårsalderen. Barden Iolo Goch ("Red Iolo"), der selv var af walisisk adel, besøgte ham i 1390'erne og skrev flere oder til Owain og roste Owains frisind og skrev i Sycharth at:
"Sjældent var der
/at se en lås."

## Søskende
Antallet og navnene på Glyndwrs søskende kendes ikke med sikkerhed. Jacob Youde William Lloyd opgiver følgende:
- Bror Tudur, Lord of Gwyddelwern, født omkring 1362, død 11. marts 1405 under et slag Brecknockshire i sine brødres krig.
- Bror Gruffudd havde en datter og arving, Eva.
- Søster Lowri, også stavet Lowry, gift med Robert Puleston of Emral.
- Søster Isabel gift med Adda ap Iorwerth Ddu of Llys Pengwern.
- Søster Morfudd gift med sir Richard Croft of Croft Castle i Herefordshire og gift igen med David ab Ednyfed Gam of Llys Pengwern.
- Søster Gwenllian.

Tudur, Isabel og Lowri bliver anført som Glyndwrs søskende af den mere forsigtige professor R. R. Davies. Det er desuden sandsynligt, at Owain Glyndwr havde yderligere en bror ved navn Gruffudd; muligheden for at han havde en tredje bror, Maredudd, bliver nævnt af en enkelt kilde.

## Walisisk oprør 1400–1415
I slutningen af 1390'erne var der flere begivenheder, der skubbede Owain mod det oprør, der senere blev kaldt det walisiske oprør, Glyndwroprøret eller (i Wales) den Sidste krig for Uafhængighed. Han nabo, Baron Grey de Ruthyn, havde taget kontrol over et område, som Glyndwr mente at have ret til, og han beklagede sig til det engelske parlament. Owains krav om godtgørelse blev ignoreret. I 1400 oplyste lord Grey Glyndwr for sent om en kongelig ordre om sende soldater til den skotske grænse for at bistå kongen. Det gjorde det muligt for Grey at kalde Glyndwr en forræder ved hoffet i London. Lord Grey var en af Henrik 4.s personlige venner. Glyndwr tabte retssagen, og han var nu truet på livet. Den afsatte kong Richard 2. havde tilhængere i Wales, og i januar 1400 udbrød der store civile uroligheder i den engelske grænseby Chester efter en offentlig henrettelse af Richard 2.s officerer.
Disse begivenheder medførte, at Owain formelt tog sin arvede titel som Prins af Powys den 16. september 1400. Sammen med en lille gruppe og muligvis i SS Mael & Sulien' kirke angreb han lord Greys territorier. sammen med hans ældste søn, hans svogre og biskoppen af St Asaph i byen Corwen. Efter sammenstød mellem kong Henrik 4. og Owains mænd i september og oktober 1400 begyndte oprøret at brede sig i 1401. En stor del af det nordlige og centrale Wales kom over på Owains side. Henrik 4. udnævnte Henry Percy – den berømte "Hotspur" (Hedspore) – til at skaffe orden. I marts meddelte Hotspur, at der ville blive givet amnesti til alle oprørere undtagen Owain og hans fætre Rhys ap Tudur og Gwilym ap Tudur, sønner af Tudur ap Gronw (forfader til Henrik 7. af England). Begge Tudur-brødrene blev benådet efter deres erobring af Edvard 1.s store slot i Conwy.
I juni vandt Owain sin første store sejr på en mark ved Mynydd Hyddgen i Pumlumon. En gengældelsesaktion af Henrik 4. ved Strata Florida Abbey fulgte, men det endte med Henriks retræte.
I 1402 udskrev det engelske parlament Penal Laws mod Wales, der blev brugt til at etablere engelsk styre i Wales, men som fik mange walisere til at slutte sig til oprøret. Samme år lykkedes det Owain at tage sin ærkefjende, baron Grey de Ruthyn, til fange. Han holdt ham fanget i næsten et år, indtil han fik udbetalt en stor løsesum fra Henrik 4.
I juni 1402 besejrede Owain engelske styrker, der blev ledet af sir Edmund Mortimer under slaget ved Bryn Glas, og Mortimer blev taget til fange. Owain tilbød at frigive Mortimer mod en stor løsesum, men modsat med de Grey nægtede Henrik 4. at betale. Det hævdes, at Mortimers nevø havde større ret til den engelske trone end Henrik selv, så hans hurtige løsladelse var ikke en mulighed. Som modsvar forhandlede Mortimer en alliance med Owain og giftede sig med en af hans døtre. Det var også i 1402, de første beretninger nævnes, om at franskmændene og bretonerne hjalp Owain. Franskmændene håbede meget på at bruge Wales, som de havde brugt Skotland som en base for angreb mod englænderne.
I 1403 bredte oprøret sig til hele Wales. Kongens gesandter rapporterede om, at walisiske studenter fra Oxford University forlod deres studier for at slutte sig til Owain, og walisiske arbejdere og håndværkere forlod deres arbejde i England for at vende tilbage til Wales. Owain kunne også trække på walisiske soldater, der holdt orlov fra de engelske kampagner i Frankrig og Skotland. Hundredvis af walisiske bueskytter og erfarne professionelle soldater forlod deres engelske tjeneste for at slutte sig til oprøret.
I 1404 holdt Owain hof i Harlech, og han udnævnte Gruffydd Young som sin Chancellor. Kort efter indkaldte han til sit første parlament (eller Cynulliad på walisisk) eller "samling") i hele Wales ved Machynlleth, hvor han blev kronet som prins af Wales, og han fremlagde sit nationale program. Han erklærede sin vision om en uafhængig walisisk stat med et parlament og en separat walisisk kirke. Der skulle være to nationale universiteter (et i syd og et i nord) og tilbagekomsten af traditionel lov ved Hywel Dda. Gejstlige og vigtige medlemmer i den øvre del af samfundet flokkedes om hans banner. Den engelske modstand blev reduceret til nogle få isolerede borge og befæstede byer og herregårde.

### Trepartsforhandlinger og franskmændenes år
Owain forhandlede "Tripartite Indenture" med Edmund Mortimer og Henry Percy, jarl af Northumberland. Aftalen delte England og Wales mellem de tre. Wales omfattede området afgrænset af floderne Severn og Mersey med det meste af Cheshire, Shropshire og Herefordshire. Mortimer Lords of March fik den sydlige og vestlige del af England, mens Percyerne fik det nordlige England. R. R. Davies noterede sig, at visse interne dele understreger baggrunden for Glyndwrs politiske filosofi i walisisk mytologi: i den påberåber tre mænd sig en profeti, og Wales' grænser bliver fastlagt ud fra merlinsk litteratur.
Selv om forhandlinger med herremændene i Irland ikke gav resultat, havde Owain grund til at håbe på, at franskmændene og bretonerne ville være mere imødekommende. Han sendte Gruffydd Young og sin svoger (Margarets bror), John Hanmer, til at forhandle med franskmændene. Resultatet blev en formel aftale om, at franskmændene lovede at hjælpe Owain og waliserne.
Det umiddelbare resultat synes at have været en kombineret angreb af walisisk og fransk-bretonske styrker, der belejrede Kidwelly Castle. Waliserne kunne også regne med en halvofficiel aftale med kelterne i det da uafhængige Bretagne og Skotland. Skotske og franske kapere sejlede omkring Wales under hele Owains krig. Skotske skibe plyndrede engelske bosættelser på Lleynhalvøen i 1400 og 1401. I 1403 sejrede en bretonsk eskadron over englænderne i den Engelske Kanal og hærgede på Jersey, Guernsey og i Plymouth, mens franskmændene gik i land på Isle of Wight. I 1404 plyndrede de den engelske kyst med walisiske soldater ombord, og de satte Dartmouth i brand og ødelagde ved Devons kyst.
1405 var "franskmændenes år" i Wales. En formel aftale mellem Wales og Frankrig kom på plads. På kontinentet pressede franskmændene englænderne, da den franske hær invaderede Plantagenets engelske Aquitaine. Samtidig gik franske soldater i land ved Milford Haven i Vestwales. De marcherede igennem Herefordshire og ind i Worcestershire. Her mødte de den engelske hær omkring 16 km fra Worcester. De to hære stillede i otte dage op i kampformation og stirrede på hinanden uden store træfninger. Af ukendte årsager trak englænderne sig tilbage, og kort efter gjorde franskmændene det samme.

### Oprørets grundlæggere
I 1405 havde de fleste franske trukket sig tilbage, da politikken i Paris gik mod en fredelig løsning. Tidligt på året havde waliserne, som hidtil havde vundet adskillig lette sejre, oplevet flere nederlag. Englændere gik i land i Anglesey fra Irland for at trænge waliserne tilbage, og modstanden i Anglesey ophørte formelt i slutningen af 1406.
På samme tid ændrede englænderne deres strategi. I stedet for at fokusere på hævntogter, som prins Henriks far havde gjort, brugte Henrik økonomisk blokade. Ved at bruge de borge og slotte, som stadig var under engelsk kontrol, begyndte han at generobre Wales, mens han blokerede vigtige handelsruter og forsyninger af våben. I 1407 begyndte denne strategi at bære frugt, selv om Owains oprørssoldater havde vundet flere sejre over kongens mænd helt til Birmingham, hvor englænderne var på flugt. I efteråret overgav Owains borg Aberystwyth Castle sig, mens han var væk for at kæmpe. I 1409 var det Harlech Castles tur. Edmund Mortimer døde i det sidste slag, og Owains kone Margaret blev taget til fange sammen med Catrin, en anden datter og tre af Mortimers børnebørn. De blev fængslet i Tower of London og døde alle i Tower i 1415.
Owain forblev på fri fod, men han havde mistet sine forfædres hjem og var nu jaget. Han fortsatte med at deltage i oprøreret og ønskede særligt at hævne sin kone. I 1410 antages det at en del af oprørslederne blev taget til fange efter et selvmordstogt i det oprørskontrollerede Shropshire, hvor mange englændere døde. I 1412 ledede Owain et af de sidste heldige plyndringstogter sammen med sine trofaste soldater for at skære igennem kongens soldater; og i et overfald ved Brecon tog han en af kong Henriks ledende walisiske støtter, Dafydd Gam ("Crooked David"), til fange og fik udbetalt løsepenge for ham. Det er sidste gang, at hans fjender så Owain i live. Så sent som i 1414 var der rygter om den Herefordshire-baserede Lollard leder sir John Oldcastle kommunikerede med Owain, og forstærkninger blev sendt til vigtige borge i nord og syd.
Situationen ændrede sig dog. Henrik 4. døde i 1413, og hans søn Kong Henrik 5. blev mere forsonlig mod waliserne. Han tilbød at benåde lederne fra oprøret og andre modstandere af hans faders regime.

## Forsvinding og død
Der vides intet med sikkerhed om Owain efter 1412. På trods af at der blev udlovet enorme belønninger, blev han hverken fanget eller forrådt. Han afviste kongelig benådning. Ifølge traditionen døde han og blev begravet i Mael and Sulien kirke i Corwen tæt ved sit hjem eller muligvis på sit gods i Sycharth eller på et af sine svigersønners godser — Kentchurch i det sydlige Herefordshire eller Monnington i det vestlige Herefordshire.
I sin bog The Mystery of Jack of Kent and the Fate of Owain Glyndwr (Mysteriet om Jack fra Kent og Owain Glyndwrs skæbne) taler Alex Gibbon for, at folkehelten Jack of Kent, også kendt som Siôn Cent – præst for Scudamore-familien – i virkeligheden var Owain Glyndwr. Gibbon peger på, at der er flere ligheder mellem Siôn Cent og Glyndwr (udseende, alder, uddannelse og karakter), og han hævder at Owain boede resten af sin levetid hos sin datter Alys, hvor han lod som om, at han var en gammel franciskanermunk og familiens læremester. Der findes mange folkesagn om Glyndwrs forklædninger for at snyde sine modstandere under oprøret.
Adam af Usk, der på et tidspunkt støttede Glyndwr, skrev i sin krønike under året 1415: "Efter fire år i skjul fra kongen og kongeriget døde Owain Glyndwr, og han blev begravet af sine tilhængere i nattens mørke. Han grav blev dog opdaget af hans fjender, så han måtte genbegraves, selv om det er umuligt at vide, hvor han blev lagt ned."
I 1875 skrev præsten Francis Kilvert i sin dagbog, at han så "Owen Glendower"s grav på kirkegården ved Monnington "ved kirkens våbenhus på vestsiden af den ... Det var en flad gråhvid sten formet som en grov obelisk, sunket dybt ned i jorden til midten af søjlen, hvor græstørv blev holdt væk, og desværre slået i flere stykker."
I 2006 sagde Adrien Jones, der var præsident for Owain Glyndwr Society, at "For fire år siden besøgte vi en direkte efterkommer af Glyndwr, en John Skidmore, ved Kentchurch Court, nær Abergavenny. Han tog os med til Mornington Straddle i Herefordshire, hvor en af Glyndwrs døtre, Alice, boede. Hr. Skidmore fortalte os, at han (Glyndwr) tilbragte sine sidste dage og til sidst døde der.... Det var en familiehemmelighed i 600 år, og selv Hr. Skidmores mor, som døde kort efter vi besøgte dem, nægtede at afsløre hemmeligheden. Der var endda en gravhøj her, hvor han antages at være blevet begravet i Mornington Straddle."

## Ægteskab og efterkommere
Owain giftede sig tidligt i sit liv med Margaret Hanmer, der også var kendt under sit walisiske navn Marred ferch Dafydd, datter af Sir David Hanmer fra Hanmer.
Owains datter Alys havde i hemmelighed giftet sig med Sir John Scudamore, der var kongens udnævnte sherif i Herefordshire. På en eller anden måde havde han fornemmet oprøret og forblev på sin post. Der gik rygter om, at Owain var flygtet til deres hjem i Kentchurch.
Et barnebarn på Scudamores side var Sir John Donne fra Kidwelly, der blev en succesfuld hofmand, diplomat og soldat fra York. Efter 1485 opførte han en bolig for Henrik 7.. Igennem Donne-familien nedstammer mange prominente engelske familier fra Owain, både De Vere-familien, der har titlen af jarl af Oxford, og Cavendish-familien (Hertug af Devonshire).
Ifølge Lloyd fik Owain og Margaret fem sønner og fire (p. 211) eller fem (p. 199) døtre:
- Gruffudd, født omkring 1375, blev taget til fange af englænderne og fængslet på Nottington Castle og siden ført til Tower of London i 1410. Han døde i fængslet af byldepest omkring 1412.
- Madog
- Maredudd, hvis fødselsdato er ukendt, men som stadig var i live i 1421, hvor han tog imod en benådning.
- Thomas
- John
- Alys giftede sig med Sir John Scudamore.[21] Hun blev lady af Glyndyfrdwy og Cynllaith, og arving til fyrstedømmet Powys, Sydwales og Gwynedd.
- Jane, som giftede sig med lord Grey de Ruthin.
- Janet, som giftede sig med sir John de Croft fra Croft Castle, i Herefordshire.
- Margaret, som giftede sig med sir Richard Monnington fra Monnington, i Herefordshire.

Selv om Lloyd ikke nævner hende ved navn, bliver den femte datter, Catrin, nævnt andetsteds. Hun giftede sig med Sir Edmund Mortimer, søn af Edmund Mortimer, 3. jarl af March, og døde i 1413.
Owains sønner blev enten taget til fange eller døde i kamp uden efterkommere. Owain havde derudover uægte børn: David, Gwenllian, Ieuan og Myfanwy.

## Forfædre
Owains slægt kan føres tilbage til hhv. Bleddyn ap Cynfyn (før 1065 – 1093) og Rhys ap Tewdwr (død 1073). Han var søn af Gruffudd Fychan 2. og Elen ferch Tomos ap Llywelyn.

## Arv

### Tudortiden
Efter Owains død var der kun ganske lidt modstand mod det engelske styre. Under Tudordynastiet blev walisere mere prominente i det engelske samfund. I Henri 4., del 1 portrætterer Shakespeare ham som Owen Glendower, vild og eksotisk; en mand der påstår at være i stand til at "kalde på ånder fra det store dyb", styret af magi og i skarp kontrast til den logiske, men meget emotionelle Hotspur. Shakespeare skriver desuden at Glyndwr ikke er som almindelige mænd og en værdig gentleman, meget belæst og rig på mystiske aftaler; tapper som en løve, vidunderligt elskelig og sprudlende som Indiens miner [Henrik 4., del I, Akt 3, Scene i].

### Som walisisk nationalhelt
Ved sin død fik Owain en mytisk status på samme niveau som Cadwaladr, Cynan og Arthur som en helt, der venter på sit kald for at vende tilbage og befri sit folk. I Tours in Wales (1778, 1781 og 1783) undersøgte og udgav Thomas Pennant mange af de legender og steder der bliver associeret med hans minde. Tidligere havde George Owen skrevet om de "Cruell lawes against Welshmen made by Henrie the ffourth" (onde love mod walisere vedtaget af Henrik 4.) i A Dialogue of the present Government of Wales (1594) i sit forsøg på at undertrykke oprøret. Det var dog ikke før slutningen af 1800-tallet, at Owains rygte blev genoplivet. Bevægelsen "Young Wales" genskabte ham som faderen for walisisk nationalisme. Opdagelsen af Owains store segl og hans breve til Frankrig i Bibliothèque Nationale hjalp også med at genskabe et historiske billede af ham som en lokal leder. Under første verdenskrig afslørede den walisiske premierminister David Lloyd George en statue af Owain for Cardiff City Hall, og et postkort der viste ham under slaget ved Mynydd Hyddgen blev solgt for at skaffe penge til sårede soldater. Folkemindet i Wales har altid haft høje tanker om ham, og stort set alle sogne har deres egen mindesmærke eller historie om Owain. Der er dog intet vejskilt ved stedet for et af hans største kampe ved Bryn Glas i 1415.
I 1808 lancerede Royal Navy en fifth-rate fregat med 36 kanoner, som fik navnet HMS Owen Glendower. Hun tjente i Østersøen under kanonbådskrigen, hvor hun deltog i angrebet på Anholt og i den Engelske Kanal. Mellem 1822 og 1824 tjente hun i West Africa Squadron (eller 'Preventative Squadron'), hvor hun blev brugt til at jagte slaveskibe og var med til at kapre mindst to.
Owain Glyndwr er også kendt som nationalhelt, og mange små grupper har taget ham til sig som symbol på uafhængighed eller nationalisme for Wales. I 1980'erne blev han eksempelvis brugt en gruppe, der kaldte sig for "Meibion Glyndwr", og som tog ansvaret for at afbrænde engelske sommerhuse i Wales.
Oprettelsen af National Assembly for Wales bragte ham tilbage i rampelyset, og i år 2000 blev der afholdt fejringer over hele Wales for at mindes 600-året for hans oprør, inklusive historisk reenactment ved Millennium National Eisteddfod of Wales, Llanelli 2000. Frimærker med en person der ligne Owain blev udgivet i 1974 og 2008 og gader, parker og offentlige plads er blevet opkaldt i hans navn over hele Wales. Hans personlige flag — Powys våben og voldanlægget Deheubarth — begyndte at blive set over hele Wales, særligt ved rugby union-kampe mod England. Der eksisterer også en kampagne for at gøre den 16. september, dagen hvor Owain hejste sit flag, til en helligdag i Wales. En pris der gives årligt for kunst og litteratur har fået navnet Glyndwr Award efter ham. I 2007 skrev den populære walisiske musikgruppe Manic Street Preachers en sang med titlen "1404" baseret på Owain Glyndwr. Sangen blev udgivet på deres album Autumnsong'. Dette år blev der også rejste en statur af Owain Glyndwr til hest på The Square i Corwen, Denbighshire, for at minde hans liv og store indflydelse på Wales. På samme plads i Corwen ligger Owain Glyndwr Hotel. Den afmærkede vandrerute Glyndwr's Way løber igennem Midtwales til nær det område, hvor han stammede fra.
Owain Glyndwr blev stemt ind som nummer 23 på listen over de 100 Største Briter i 2002, og som nummer 2 på listen over listen over 100 Walisiske Helte i 2003/4.
I 2008 blev Glyndwr University etableret i Wrexham, Wales. Oprindeligt blev den oprettet som Wrexham School of Science and Art i 1887, og indtil navneskiftet var det kendt som North East Wales Institute eller "NEWI". Glyndwr blev født og boede i meget af sit liv omkring Wrexham og de walisiske markgrevskaber.
Glendower Residence, ved University of Cape Town i Sydafrika er opkaldt efter Owain Glyndwr. Stedet åbnede i 1993 efter tidliger at have været Glendower Hotel. Der borg omkring 140 bachelorstuderende af begge køn.
RGC 1404 (Rygbi Gogledd Cymru/North Wales Rugby) rugby union-holdet er opkaldt i Owain Glyndwrs ære.

### Fiktion
Glyndwr optræder som karakter i mange forskellige moderne værker:
- John Cowper Powys: Owen Glendower (1941)
- Edith Pargeter: A Bloody Field by Shrewsbury (1972)
- Martha Rofheart: "Glendower Country" (1973)
- Rosemary Hawley Jarman: Crown in Candlelight (1978)
- Roger Zelazny: A Night in the Lonesome October (1993)
- Malcolm Pryce: A Dragon to Agincourt – Y Lolfa ISBN 0-86243-684-2 (2003)
- Rhiannon Ifans: Owain Glyndwr: Prince of Wales (2003)
- Rowland Williams: Owen Glendower: A Dramatic Biography and Other Poems (2008)
- T.I. Adams: The Dragon Wakes: A Novel of Wales and Owain Glyndwr (2012)
- Maggie Stiefvater: The Raven Boys (2012), The Dream Thieves (2013), Blue Lily, Lily Blue (2014), and The Raven King (2016)
- N. Gemini Sasson: Uneasy Lies the Crown: A Novel of Owain Glyndwr (2012)
- Terry Breverton: Owain Glyndwr: The Story of the Last Prince of Wales (2014)

Glyndwr var helten i James Hills film Owain, Prince of Wales, der blev sendt i 1983 i Channel 4/S4C tidlige år.
Glyndwr medvirkede kort som ridder og spøgelse som tjener adelskvinden i Terry Brooks' Word/Void trilogi. I bøgerne er han John Rosss forfader.
Glyndwr optrådte som lysets agent i Susan Coopers roman Silver on the Tree, der er en del af The Dark is Rising Sequence.
E. Wyn James har udgivet et studie om de mange forskellige måde, som Glyndwr bliver portrætteret i litteratur på walisisk kaldet Glyndwr a Gobaith y Genedl: Agweddau ar y Portread o Owain Glyndwr yn Llenyddiaeth y Cyfnod Modern (engelsk: Glyndwr and the Hope of the Nation: Aspects of the Portrayal of Owain Glyndwr in the Literature of the Modern Period) (Aberystwyth: Cymdeithas Llyfrau Ceredigion, 2007).